# 郭风
郭风（1919年—2010年），原名郭嘉桂，男，回族，福建莆田人，中国现代作家，曾任福建省作家协会主席，中国散文诗学会会长。